# Гоч (Врање)
Гоч је превој надморске висине око 990 метара на путу Врање–Власе, од Врања удаљен око 12 а од Власа око 13 километра, као и вис надморске висине 1106 метара, око 1 километар источно од истоименог превоја.
Гоч је део јужне, природне границе Пољанице, која се као греда на истоку и североистоку продужава преко Грота и Облика, а на западу и северозападу преко Језерске падине и Хајдучког кладенца до врха Орлова чука (1274 м).
На северним падинама ове греде извире и настаје река Ветерница.
Од Гоча се ка истоку одваја слаб пут са земљаном подлогом ка Гроту и селима Обличка Сена и Тесовиште, а ка западу нешто бољи пут до излетишта Језеро, села Сухарно и Зарбинце, и даље, шумским путем, преко Лазаровог кладенца и Црног камена (1228 м), све до села Трстена. На превоју Гоч је најближа аутобуска станица за путнике из села Сухарно и Зарбинце ка Врању и назад.

## Галерија слика
- Прилаз из правца Пољанице
- Прилаз из правца Врања
- Поглед са превоја ка западу
- Поглед са превоја ка истоку
- Поглед на југ, ка Врању
- Поглед на север, ка Пољаници